# Aphelandra grazielae
Aphelandra grazielae är en akantusväxtart som beskrevs av Profice. Aphelandra grazielae ingår i släktet Aphelandra och familjen akantusväxter. Inga underarter finns listade i Catalogue of Life.